# Judolia japonica
Judolia japonica är en skalbaggsart som först beskrevs av Koichi Tamanuki 1942.  Judolia japonica ingår i släktet Judolia och familjen långhorningar. Inga underarter finns listade i Catalogue of Life.